# Ceratina laeviuscula
Ceratina laeviuscula là một loài Hymenoptera trong họ Apidae. Loài này được Wu mô tả khoa học năm 1963.